# Oscar Montelius
Oscar Montelius, né le 9 septembre 1843 à Stockholm et mort le 4 novembre 1921 à Stockholm, est un archéologue et préhistorien suédois, spécialiste des âges des métaux en Scandinavie. Il est connu pour avoir développé le concept de sériation, une méthode de datation relative fondée sur la typologie des artéfacts.

## Biographie
Gustav Oscar August Montelius, né en 1843 à Stockholm, étudia à partir de 1861 à l'université d'Uppsala, où il obtint son diplôme en 1868.
Il épousa en 1871 la philanthrope et féministe suédoise Agda Montelius, née Reuterskiöld (1850–1920).
En 1877, il est élu membre, puis en 1888, professeur à l'Académie royale suédoise des belles-lettres, d'histoire et des antiquités.
De 1907 à 1913, il se trouve à la tête de la direction nationale du patrimoine de Suède.
Il devient membre de l'Académie suédoise en 1917.

## Méthodes
Oscar Montelius fut un pionnier de la datation : on lui doit l'amélioration d'une méthode de datation relative, dite de sériation, qui s'appuie sur la typologie des artéfacts, la géographie et la morphologie du site de fouille. Il recommanda la pratique de la fouille fermée pour la coordination des investigations sur un site recouvert de terre.

## Travaux
| Âge du bronze danois |             |                                     |  |
| Bronze final         | Periode VI  | 550/530 av. J.-C. 730/720 av. J.-C. |  |
| Bronze moyen         | Periode V   | 730/720 av. J.-C. 950/920 av. J.-C. |  |
| Bronze moyen         | Periode IV  | 950/920 av. J.-C. 1100 av. J.-C.    |  |
| Bronze ancien        | Periode III | 1100 av. J.-C. 1300 av. J.-C.       |  |
| Bronze ancien        | Periode II  | 1300 av. J.-C. 1500 av. J.-C.       |  |
| Bronze ancien        | Periode I   | 1500 av. J.-C. 1800 av. J.-C.       |  |

Oscar Montelius se consacra notamment à l'Âge du bronze en Scandinavie.
Par l'étude des vestiges archéologiques, Montelius proposa une subdivision du Néolithique scandinave en quatre sous-périodes, puis de l'Âge du bronze danois en six sous-périodes dans son livre Om tidsbestämning inom bronsåldern med särskilt avseende på Skandinavien (1885).
Il est le premier à qualifier l'époque située entre l'an 1 et l'an 400 d'âge du fer romain spécifique pour les territoires scandinaves, le nord de l'Allemagne et les Pays-Bas.

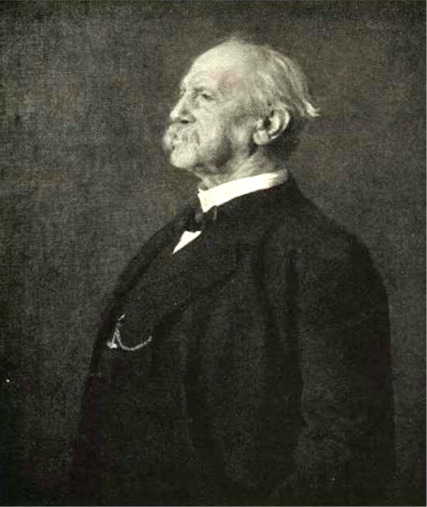
Oscar Montelius, peint par Emerik Stenberg

## Divers
Le 10 juin 1911, il vint donner une conférence à Rouen sur La Civilisation des Normands avant l'émigration, dans le cadre des fêtes du millénaire normand.
Les postes suédoises éditèrent en 1943 deux timbres en son honneur.

## Publications
- Antiquités suédoises, Stockholm, Norstedt et Söner, 1873
- La Suède préhistorique (trad. Kramer), 1874
- Bibliographie de l'archéologie préhistorique de la Suède pendant le XIXe siècle, Stockholm, Imprimerie Centrale, 1875
- Les Temps préhistoriques en Suède et dans les autres pays scandinaves, Paris, E. Leroux, 1895
- La Civilisation primitive en Italie depuis l'introduction des métaux, 1895
- Die Chronologie der ältesten Bronzezeit in Nord-Deutschland und Skandinavien, F. Vieweg and Son, 1900